# 多連立方體

八個四連立方體。若忽略手性，底部的2個灰白色的四連立方體可以視為是相同的，因此總共有7個自由的四連立方體

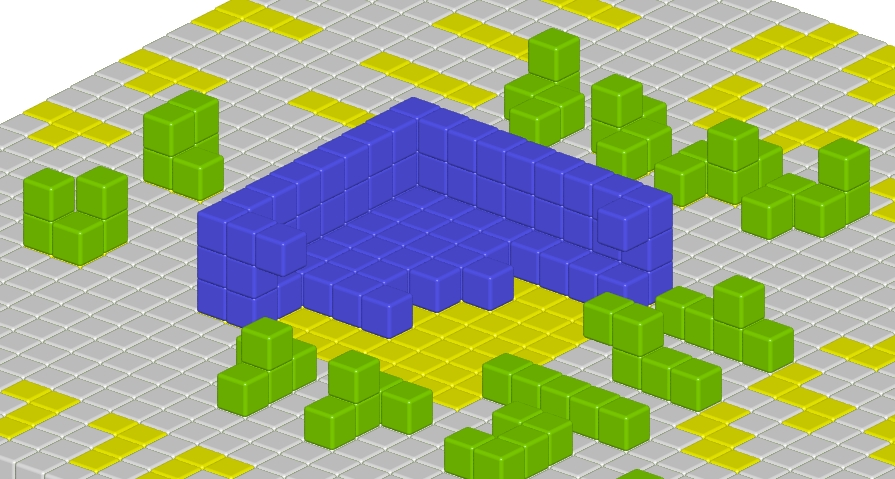
一個拼合五連立方體有唯一解的組合謎題

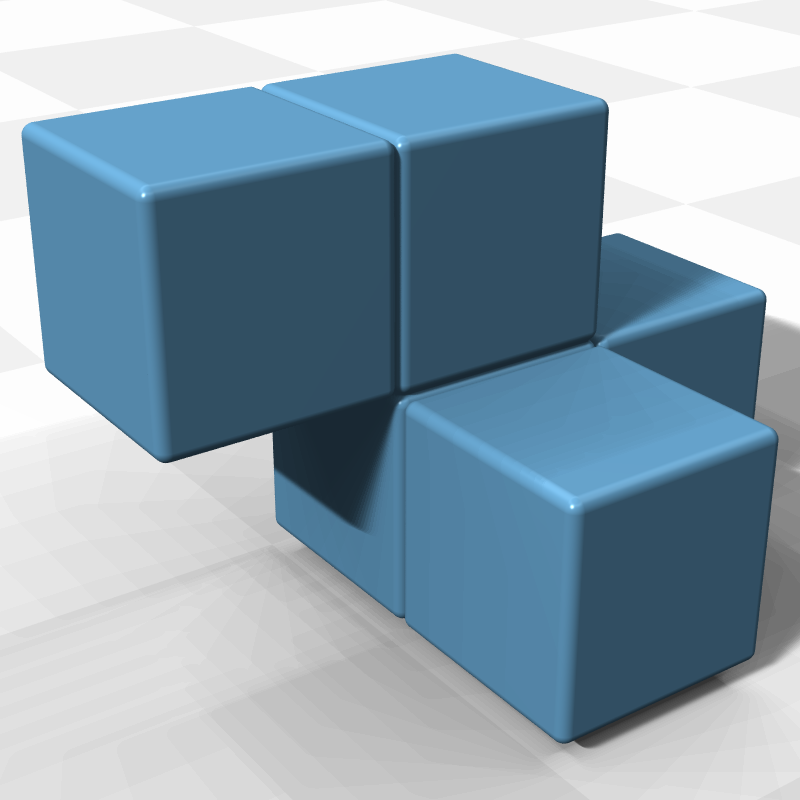
有手性 (數學)的五連立方體

多連立方體是由一個或是多個立方體互相連結組成的幾何形狀；也是平面多連方塊（也稱多格骨牌或四角系統）的三維版本。多連立方體的應用有索馬立方跟貝德蘭姆立方的組合問題等。

## 多連立方體的列舉
像平面多方塊組合一樣，多連立方體的列舉方式有兩種，分成考慮鏡對稱與不考慮鏡對稱兩種計算方式。例如，6個四連立方體具有鏡像對稱性，一個是手性的，所以考慮鏡對稱有7種、不考慮鏡對稱則有8種四連立方體。多連立方體計算鏡射的方式與多格骨牌不同，因為多格骨牌可以將其翻轉過來形成鏡射像，而多連立方體不能。尤其是在索馬立方就包含了兩種形式的手性四連立方體。
多連立方體可根據它們由多少個立方體單元組成進行分類：
| n | 多連立方體的名稱     | 不考慮鏡對稱 | 考慮鏡對稱 |
| - | -------------------- | ------------ | ---------- |
| 1 | 單立方體 monocube    | 1            | 1          |
| 2 | 雙立方體 dicube      | 1            | 1          |
| 3 | 三連立方體 tricube   | 2            | 2          |
| 4 | 四連立方體 tetracube | 8            | 7          |
| 5 | 五連立方體 pentacube | 29           | 23         |
| 6 | 六連立方體 hexacube  | 166          | 112        |
| 7 | 七連立方體 heptacube | 1023         | 607        |
| 8 | 八連立方體 octocube  | 6922         | 3811       |

多連立方體已被枚舉到十六連立方體（n=16）

## 多連立方體的對稱性
與多格骨牌一樣，多連立方體也可以根據其對稱性來進行分類。多連立方體對稱性（非手性八面體群子群的共軛類）由W·F·倫農（W. F. Lunnon）在 1972 年首次列舉。大多數多連立方體是不對稱的，但許多具有更複雜的對稱群，甚至存在有多達48個元素的立方體全對稱群。其他種類的對稱性也是有可能的，例如七種八重對稱性的可能形式。

## 五連立方體
12個平面的五連立方體與五格骨牌相互對應。其餘17個五連立方體中，5個具有鏡像對稱性，另外12個形成6組手性對。
五連立方體的包圍盒可能的尺寸有5×1×1、4×2×1、3×3×1、3×2×1、4×2×2、3×2×2和2×2×2。

## 八連立方體與超立方體展開圖
四維空間的超立方體是三維空間的立方體在四維空間的類比，由8個立方體組成，其可以像立方體展開成六連正方形那樣展開為八連立方體。其中一個展開與立方體較知名的展開圖——展開成拉丁十字的外形類似，他由四個立方體堆疊組成，另外四個立方體附著於四個堆疊立方體的第二個立方體露出的4個面上，形成一個三維空間雙十字的樣式。薩爾瓦多·達利將這種形狀用於其1954的畫作《耶穌受難》上:72，並在羅伯特·海萊因1940年的短篇小說《—且他建造了一座歪曲的房子—》中也有所描述。為了紀念達利，這個八連立方體被稱為達利十字。這個八連立方體可以填充空間。

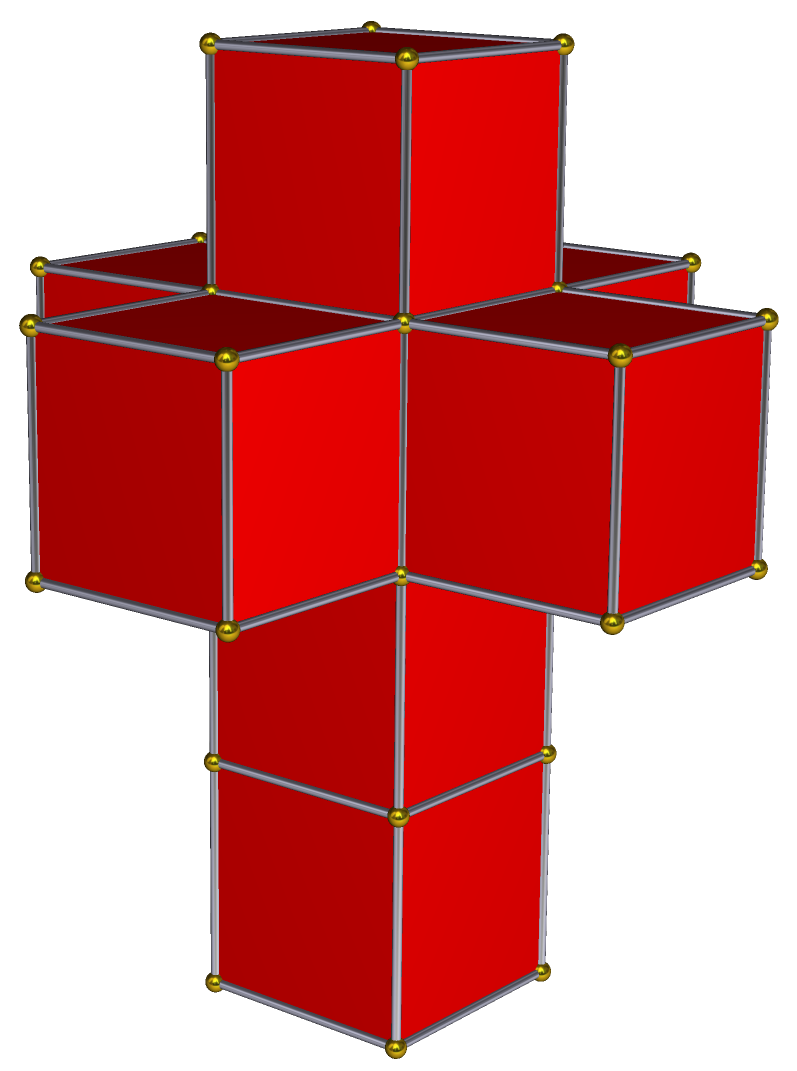
達利十字

更一般地說，在所有 3811 個不同的自由八連立方體中，有261個是四維超正方體的展開圖。